# Пореска управа (Србија)
Пореска управа је орган управе у саставу Министарства финансија, која обавља стручне послове и послове државне управе који се односе на порезе. У саставу Пореске управе постоји Пореска полиција, као посебна организациона јединица Пореске управе.

## Надлежности
Пореска управа је надлежна за следеће послове Законом о пореском поступку и пореској администрацији:
- врши регистрацију пореских обвезника додељивањем ПИБ и води јединствен регистар пореских обвезника
- врши утврђивање пореза у складу са законом
- врши пореску контролу у складу са законом
- врши редовну и принудну наплату пореза и споредних пореских давања
- открива пореска кривична дела и њихове извршиоце и у вези са тим предузима законом прописане мере
- издаје прекршајне налоге, односно надлежном прекршајном суду подноси захтеве за покретање прекршајног поступка за пореске прекршаје и прекршаје прописане законом који уређује фискалне касе
- стара се о примени међународних уговора о избегавању двоструког опорезивања
- развија и одржава јединствени порески информациони систем
- води пореско рачуноводство
- планира и спроводи обуку запослених
- врши унутрашњу контролу над применом закона и других прописа од стране њених организационих јединица, као и унутрашњу контролу рада и понашања пореских службеника и намештеника у вези са радом и у случајевима када се утврди противправно поступање или понашање покреће и води одговарајуће поступке ради утврђивања одговорности
- обавља интерну ревизију свих организационих делова Пореске управе у складу са законом и међународним стандардима интерне ревизије у јавном сектору
- пружа стручну помоћ пореским обвезницима у примени пореских прописа за порезе које утврђује, контролише и наплаћује, у складу са кодексом понашања запослених у Пореској управи
- обезбеђује јавност у раду
- обавља друге послове у складу са законом
- обавља и друге послове на основу закључених уговора уз накнаду, у складу са законом

## Звања пореских службеника
Звања пореских службеника су:
- Главни порески саветник
- Виши порески саветник
- Порески саветник I
- Порески саветник
- Млађи порески саветник
- Виши порески сарадник
- Порески сарадник
- Млађи порески сарадник
- Виши порески референт
- Порески референт
- Млађи порески референт